# Per Virdesten
Per Alvar Virdesten, född 24 augusti 1946 i Solna församling, Stockholms län, död 11 januari 2016 i Tyresö distrikt, Stockholms län, var en svensk jurist, som var justitieråd i Högsta domstolen 2004–2013.
Per Virdesten avlade juris kandidatexamen 1970 och blev, efter tingstjänstgöring 1970–1973, hovrättsfiskal i Svea hovrätt 1973, arbetade som avdelningsdirektör på Domstolsverket 1975–1979 och blev hovrättsassessor i Svea hovrätt 1981. Från 1981 till 1982 var han rättssakkunnig i Budgetdepartementet och 1983–1985 i Civildepartementet. Han utnämndes 1985 till departementsråd i Civildepartementet och 1989 till rättschef i Arbetsmarknadsdepartementet. Han var rättschef i Statsrådsberedningen 1998–2004. Han utnämndes 2004 till justitieråd i Högsta domstolen, varifrån han pensionerades 2013. Virdesten har också varit tredje vice ordförande (från 2005), vice ordförande (från 2009) och ordförande (2011–2013) i Pressens Opinionsnämnd.